# 堀川
堀川（日语：ほりかわ），又稱「特一號排水溝」，是台灣台北市在日治時代開闢的水渠，兼具防洪和排水的功用。1942年（昭和17年）完工。其兩側闢有道路，後加蓋成為今日的新生南路，新生北路則興建新生高架道路，下方還能看見水流。
堀川從台北帝國大學（今台灣大學）西側直到基隆河口，興建於昭和8年（1933年）。常被誤認為瑠公圳，實際上兩者並不相同。該圳的第二幹線尾段與堀川相鄰近，在今溫州街附近的「九汴頭」分出的「第二霧裡薛支線」也大致沿著堀川西側平行向北。

## 沿線公共設施
- 堀川通：堀川兩旁修築之道路。戰後，命名為新生北路、新生南路。
- 堀川橋：跨越堀川的橋樑，位於三橋町[1]。
- 堀川町：日治時代晚期發展的新興住宅區，町名源自流經此地的堀川。
- 堀川町區：台北市日治時代的90個區之一，區名源自流經此地的堀川。